# سیارک ۲۱۷۸۵
سیارک ۲۱۷۸۵ (به انگلیسی: 21785 Mechain، نامگذاری:1999SS2) بیست و یک هزار و هفتصد و هشتاد و پنجمین سیارک کشف شده‌است که در ۲۱ سپتامبر ۱۹۹۹ کشف شد.
قدر مطلق سیارک برابر ۱۴.۸ است.